# Sheldon Newhouse
Sheldon E. Newhouse (* 11. Dezember 1942 in Wyoming) ist ein US-amerikanischer Mathematiker, der sich mit Dynamischen Systemen befasst.

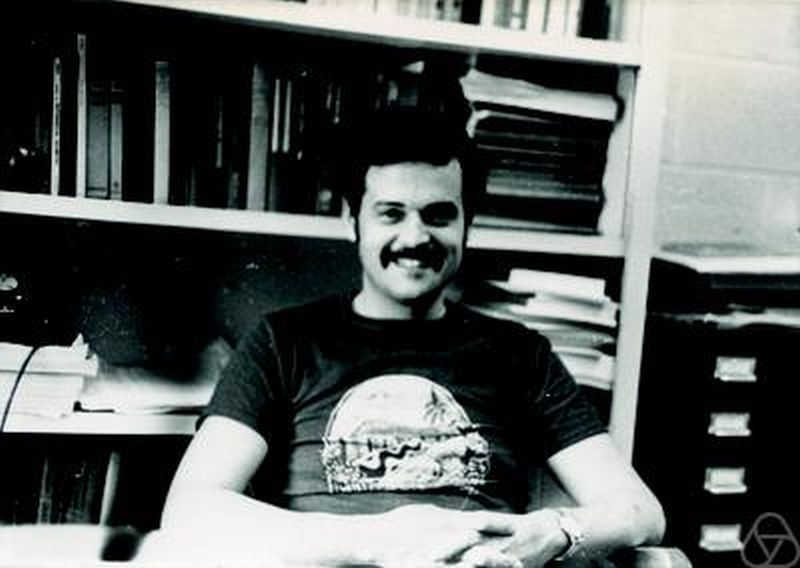
Sheldon Newhouse

Newhouse wurde 1969 bei Stephen Smale an der University of California, Berkeley, promoviert (On Generic Properties of Differentiable Automorphisms of 2-Sphere). Er war Professor an der University of North Carolina at Chapel Hill, der University of Maryland, College Park und ist Professor an der Michigan State University.
1974 entdeckte er ein neues, heute nach ihm benanntes Phänomen in der Theorie dynamischer Systeme und widerlegte gleichzeitig eine Vermutung von Stephen Smale: er wies das Vorhandensein unendlich vieler Attraktoren (Senken) für eine residuelle Menge im Raum der {\displaystyle C^{r}} (mit {\displaystyle r\geq 2}) Diffeomorphismen kompakter Flächen nach. Die Konstruktion beruhte auf der Existenz homokliner Tangenten (das heißt nicht-transversale Schnitte der stabilen und instabilen Mannigfaltigkeiten eines periodischen Punktes).
Er war Invited Speaker auf dem Internationalen Mathematikerkongress 1990 in Kyoto (Entropy in smooth dynamical systems). Seit 1999 ist er auswärtiges Mitglied der Brasilianischen Akademie der Wissenschaften.
2017 wurde er emeritiert.

## Schriften
- mit Jürgen Moser, John Guckenheimer Dynamical Systems (CIME Lectures Bressanone 1978), Birkhäuser 1980 (darin von Newhouse, Lectures on dynamical systems, S. 1–114)
- mit Jacob Palis, Floris Takens Bifurcations and stability of families of diffeomorphisms, Publications Mathématiques de l’IHÉS, Band 57, 1983, S. 1–71
- mit Jacob Palis: Bifurcations of Morse-Smale dynamical systems, in M. Peixoto, Dynamical Systems, Academic Press 1973, S. 303–366
- mit Francois Ledrappier, Jorge Lewowicz International Conference on Dynamical Systems, Montevideo 1995, Longman 1996
- mit Palis Cycles and Bifurcations Theory, Asterisque 31, Societe Mathematique de France, 1976, 44–140.
- Diffeomorphisms with infinitely many sinks, Topology, Band 13, 1974, S. 9–18
- The abundance of wild hyperbolic sets and non-smooth stable sets of diffeomorphisms, Pub. Math. IHES, Band 50, 1979, S. 102–151